# Priestleya laevigata
Priestleya laevigata är en ärtväxtart som först beskrevs av Carl von Linné, och fick sitt nu gällande namn av George Claridge Druce. Priestleya laevigata ingår i släktet Priestleya och familjen ärtväxter. Inga underarter finns listade i Catalogue of Life.